# The Communards
The Communards — британская поп-группа. Достигла успеха в середине 1980-х годов с солистом Джимми Сомервиллом (англ. Jimmy Somerville). Самая популярная и известная песня коллектива — кавер-версия песни группы Harold Melvin & the Blue Notes «Don’t Leave Me This Way» 1986 года.

## История создания
The Communards был основан в 1985 году, когда Сомервилл ушёл из популярной группы Bronski Beat и объединился с профессиональным музыкантом-мультиинструменталистом Ричардом Коулсом (участвовал в записи хита Bronski Beat «It Ain’t Necessarily So») и басистом Дейвом Ренвиком, который также ранее работал с Bronski Beat. Название было взято в честь Парижской коммуны 1871 года.

## 1985—1988
Группа попала в тридцатку британского хит-парада в 1985 году с синглом «You Are My World». На следующий год они выпустили свой наиболее популярный хит — кавер-версию песни Harold Melvin & the Blue Notes «Don’t Leave Me This Way», которая удерживала первое место в британском хит-параде четыре недели подряд и стала самым продаваемым синглом Великобритании в 1986 году.
В 1987 году The Communards выпустили альбом Red. В альбом вошла кавер-версия песни группы The Jackson 5 «Never Can Say Goodbye», которая достигла 4-й строчки национального хит-парада.

## Дискография

### Альбомы
- Communards (1986)
- Red (1987)

### Сборники и компиляции
- The Singles Collection 1984/1990 (с Джимми Сомервиллом и Bronski Beat) (1990)
- Heaven (1993)
- The Very Best of (с Джимми Сомервиллом и Bronski Beat) (2001)
- The Platinum Collection (2006)
- For a Friend: The Best of (с Джимми Сомервиллом и Bronski Beat) (2009)

### Live-альбомы
- Live In Italy (Picture Disc LP) (1986)

### Синглы
- «You Are My World» (1985)
- «Disenchanted» (1986)
- «Don’t Leave Me This Way» (with Sarah Jane Morris) (1986)
- «So Cold the Night» (1986)
- «You Are My World '87»(remix) (1987)
- «Tomorrow» (1987)
- «Never Can Say Goodbye» (1987)
- «For a Friend» (1988)
- «There’s More to Love» (1988)

### Синглы-ремиксы
- «Disenchanted»

US Hot Dance Music/Maxi-Singles Sales #43 (1986)
- «Don’t Leave Me This Way» US Hot Dance Music/Maxi-Singles Sales #3 (1986)

US Club Play Singles #1
- «So Cold the Night» US Club Play Singles #25 (1986)
- «Never Can Say Goodbye» US Hot Dance Music/Maxi-Singles Sales #3 US Club Play Singles #2 (1987)

### Видеография
| Заголовок                    | Год  | Примечания                                     | Формат |
| ---------------------------- | ---- | ---------------------------------------------- | ------ |
| The Video Singles            | 1986 | Сборник видеоклипов с 1985 по 1986 год         | VHS    |
| Live at Full House Rock Show | 2006 | Live-выступление в Ганновере (10 февраля 1987) | DVD    |

## После распада
В 1988 году Джимми Сомервилл начал сольную карьеру, а Ричард Коулс сначала занялся журналистикой, затем окончил духовную семинарию и стал англиканским священником. Часто выступает по телевидению и на радио, долгое время служил капелланом в Королевском колледже музыки.
В группе пела Энн Стивенсон (англ. Anne Stephenson), которая впоследствии стала солисткой The Woodentops.